# هاري ستيفنس
هاري ستيفنس (بالهولندية: Harrie Steevens)‏ مواليد 27 أبريل 1945 في هولندا، هو دراج هولندي سابق. سبق أن شارك في دورة الألعاب الأولمبية الصيفية.

## سباقات أو مراحل فاز بها
- بطولة العالم لسباق الدراجات على الطريق
- سباق أمستل الذهبي

## روابط خارجية
- هاري ستيفنس على موقع أرشيف الدراجات (الإنجليزية)
- هاري ستيفنس على موقع إحصائيات الدراجات الإحترافية (الإنجليزية)
- هاري ستيفنس على موقع CycleBase (الإنجليزية)
- هاري ستيفنس على موقع أوليمبيديا (الإنجليزية)

هاري ستيفنس  على موقع SportsReference  - سبورتس رفرنس]